# Онон-Борзя
Оно́н-Бо́рзя (рос. Онон-Борзя) — село у складі Александрово-Заводського району Забайкальського краю, Росія. Адміністративний центр Онон-Борзинського сільського поселення.

## Населення
Населення — 266 осіб (2010; 342 у 2002).
Національний склад (станом на 2002 рік):
- росіяни — 92 %